# 조표 (전한)
조표(趙彪, 기원전 47년? ~ 기원전 10년)는 전한 말기의 관료로, 자는 대백(大伯)이다.

## 행적
원연 원년(기원전 12년), 시중광록대부에서 수형도위로 전임되었고, 2년 후 죽었다.
전대흔은 조표의 진짜 이름은 반백으로, 조표가 기록된 백관공경표 쪽은 반백의 이름을 잘못 적은 것으로 추정하였다.

## 출전
- 반고, 《한서》 권19하 백관공경표 下

| 전임 반백? | 전한의 수형도위 기원전 12년 ~ 기원전 10년 | 후임 왕초 |